# Sở hữu nước ngoài

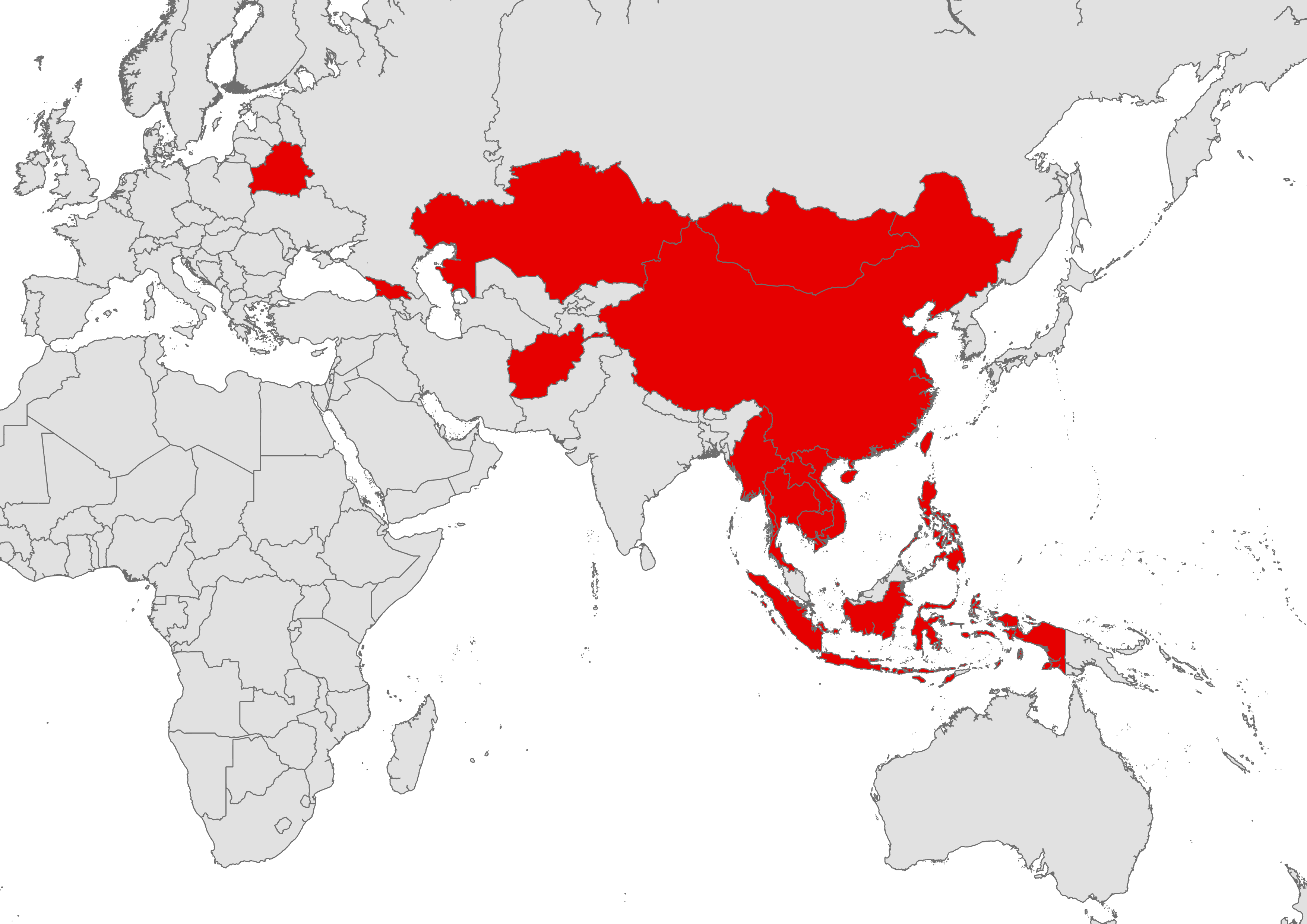
Các quốc gia trên thế giới cấm nước ngoài sở hữu đất đai (màu đỏ)

Sở hữu nước ngoài (Foreign ownership) đề cập đến quyền sở hữu một phần tài sản (doanh nghiệp, tài nguyên thiên nhiên, tài sản tài chính, trái phiếu, vốn cổ phần, chứng khoán) của một quốc gia bởi các cá nhân không phải là công dân của quốc gia đó hoặc bởi công ty có trụ sở chính không nằm ở quốc gia đó. Quyền sở hữu tài sản của ngoại quốc rất phổ biến trong nền kinh tế hiện đại, và quá trình hội nhập toàn cầu, ở cả cấp độ doanh nghiệp và cá nhân. Một ví dụ trước đây là khi một công ty sáp nhập và mua lại một phần hoặc toàn bộ công ty khác có trụ sở chính ở nước ngoài hoặc khi mua tài sản, cơ sở hạ tầng, quyền truy cập hoặc tài sản khác ở các quốc gia ở nước ngoài. Nếu một tập đoàn đa quốc gia mua lại ít nhất một nửa công ty nước ngoài, thì tập đoàn đa quốc gia đó sẽ trở thành công ty mẹ và công ty nhận đầu tư nước ngoài sẽ trở thành công ty con. Ở cấp độ cá nhân, quyền sở hữu nước ngoài xảy ra bất cứ khi nào một cá nhân nước ngoài mua lại tài sản trong nước, chẳng hạn như một doanh nhân Ấn Độ mua nhà ở Hồng Kông hoặc một công dân Nga mua Trái phiếu Kho bạc Hoa Kỳ.
Theo pháp luật của các nước trên thế giới, nhà đầu tư nước ngoài là các cá nhân không mang quốc tịch của nước sở tại và tổ chức nước ngoài được thành lập theo quy định của pháp luật nước này nhưng hoạt động tại nước khác với mục đích đã được xác định trước. Hoạt động đầu tư của nhà đầu tư nước ngoài được phân thành đầu tư trực tiếp (nhà đầu tư nước ngoài bỏ vốn đầu tư và tham gia quản lý hoạt động đầu tư đạt mức kiểm soát tại doanh nghiệp) và đầu tư gián tiếp (hoạt động đầu tư của nhà đầu tư nước ngoài không nhằm kiểm soát doanh nghiệp). Nhà đầu tư nước ngoài có vai trò hỗ trợ các doanh nghiệp huy động vốn khi tham gia vào các đợt phát hành chứng khoán trên thị trường sơ cấp, thúc đẩy tính minh bạch, quản trị công ty, góp phần kích thích cạnh tranh, nâng cao hiệu quả sản xuất kinh doanh. Nhưng họ có khả năng làm mất cân bằng kinh tế vĩ mô, khi lượng vốn vào nhanh và ra nhanh dẫn đến bất ổn trong cán cân thanh toán, gây áp lực lên tỷ giá hối đoái, tăng nguy cơ bị thâu tóm các doanh nghiệp nội. Ngoài ra, hoạt động rửa tiền, hoạt động tiếp vốn cho các kinh doanh phi pháp và đe dọa an ninh cũng sẽ gia tăng cùng với sự gia tăng của hoạt động của nhà đầu tư nước ngoài. Việc giới hạn tham gia của nhà đầu tư nước ngoài vào một số ngành, lĩnh vực là một trong các biện pháp mà các quốc gia thường áp dụng để bảo hộ kinh tế trong nước hoặc đảm bảo quốc phòng, an ninh quốc gia, trật tự, an toàn xã hội, đạo đức xã hội, sức khỏe của cộng đồng.